# Verdák 3.
A Verdák 3. (eredeti cím: Cars 3) 2017-es animációs film, a 2006-os Verdák és a 2011-es Verdák 2. folytatása. A filmet Pixar Animation Studios készítette, és a Walt Disney Pictures forgalmazza, akárcsak az első két részt.
Az Amerikai Egyesült Államokban 2017. június 16-án, míg Magyarországon egy nappal korábban június 15-én mutatták be a mozikban.
A rendező ezúttal Brian Fee volt, aki az első két rész vezető animátora volt, a forgatókönyvet Rober L. Baord és Dan Gerson írta, a zenéjét Randy Newman szerezte, a főszereplők hangjait Owen Wilson, Cristela Alonzo, Armie Hammer, Bonnie Hunt, Larry the Cable Guy, Nathan Fillion, Kerry Washington és Lea DeLaria szolgáltatta.
A film története szerint Villám McQueen, aki most már veterán versenyző, benevez a Florida 500-ra, a Szelep Kupa legnagyobb futamára, hogy bizonyítsa, még képes igazi bajnok lenni.
A filmben híres NASCAR versenyzők is szolgáltatták a hangukat bizonyos szereplőknek, többek között kameoszerepben megszólal Chase Elliott, Ryan Blaney, Darrell Wallace Jr., Darrell Waltrip, Shannon Spake, Humpy Wheeler, Jeff Gordon, Daniel Suárez, Kyle Petty, Mike Joy, és Ray Evernham. Továbbá a filmben feltűnik Doc Hudson is, akit eredeti szinkronhangja halála miatt az alkotók korábban kiírtak a történetből, ebben a részben viszont "flashback" jelenetekben feltűnik, felhasználva a néhai Paul Newman archív felvételeit az első filmből. A magyar szinkronban a szereplő hangját Tordy Géza pótolta, korábbi hangja Kristóf Tibor elhalálozásának következtében.

## Cselekmény
Villám McQueen remek szezont teljesít a Dinoco 500 versenysorozaton, kortárs versenyzői oldalán, és kipufogófürdői barátai alkotta csapatával, szponzorai a RozsdaMaris lökhárítókenőcs jóvoltából. Ám a szezon közepén csatlakozik a mezőnyhöz egy Vihar Jackson nevű zöldfülű újonc, aki már a csúcstechnológiás versenyautók új generációját képviseli. Vihar mérhetetlenül beképzelt és arrogáns, de ugyanakkor a teljesítménye a pályán vitathatatlan, így Villám nagyon hamar potenciális ellenfélre talál benne. A szezon során a mezőny már egyre több új generációs versenyzővel van tele, akik elkezdik kiszorítani a korábbi veteránokat, akik közül valamennyien vagy visszavonulnak, vagy a szponzoraik leváltják őket. A versenyszezon végére már csak Villám és 10 másik veterán marad a régiek közül, ám egy szerencsétlen baleset következtében ő is kiesik a versenyből, és súlyosan megsérül.
Pár hónap múlva a felépülését követően, Villám képtelen eldönteni, hogyan folytassa a karrierjét. Barátnője, Sally szerint változtatnia kellene eddigi taktikáján, így Villám elhatározza, hogy ahhoz, hogy megverje Vihart, ahhoz úgy kell edzenie, mint ő. Szponzorai, egy befolyásos üzletember, Mr. Sterling segítségével, aki a RozsdaMarist is felvásárolta a korábbi testvértulajoktól kialakítanak egy modern edzőközpontot, ahol Villámnak alkalma lesz a legmodernebb technika segítségével fejleszteni magát, és még egy belevaló személyi edzőt is kap, Cruz Ramirez személyében (bár utóbbi miatt nem kifejezetten lelkesedik). Miután Villám képtelen megfelelően használni az edzőcsarnok modern versenyszimulátorát, és a sebessége jóval alacsonyabb, mint az elvárt norma, Sterling úgy dönt, nem nevezi őt az újabb futamon, mert ha ismét veszít, azzal árt a cég hírnevének. McQueen könyörög neki még egy utolsó esélyért, és megkéri, hadd gyakoroljon a Tűzgolyó tengerparton igazi verseny közben. Sterling beleegyezik, de csak ha magával viszi Cruzt.
Villám megpróbálja fejleszteni a sebességét, de a gyakorlásban hátráltatja Cruz ügyetlensége, aki még sohasem vett részt igazi versenyen. Később belógnak egy elhagyatott versenypályára, hogy ott gyakoroljanak, de később kiderül, hogy ott egy roncsderbit rendeznek meg. Bár szerencsésen megmenekülnek attól, hogy összeroncsolódjanak, az eset alaposan lejáratja McQueent a sajtó előtt. Villám dühében Cruzt hibáztatja a kudarcaiért, aki szomorúan elismeri, hogy valaha ő is igazi versenyző lehetett volna, de nem volt bátorsága elkezdeni a saját karrierjét, mert úgy érezte, nincs meg hozzá a tehetsége. Ezt követően Villám ráébred, hogyha fejlődni akar, szüksége van mentora, a Doki tanácsaira, ám mivel ő már nem él, így a legjobb, ha megkeresi a Doki régi csapatfőnökét, Füstit. Ehhez Cruz segítségét kéri, miután megbeszélik a nézeteltéréseiket. Ellátogatnak Thomasville-be, a Doki szülőfalujába, ahol megismerkednek Füstivel, és Doki egykori versenytársaival. Füsti elmondja McQueen-nek, hogy mikor a Doki karrierjének véget vetett a balesete, az jelentette számára az újrakezdést, hogy Villám edzője lehetett. Füsti tanácsai és Cruz gyakorlati segítségével Villám megkezdi a felkészülést, amely során egyre több új és régi trükköt is tanul, amiket a Doki is alkalmazott az ő korában, de a sebességét továbbra sem tudja olyan gyorsra fejleszteni, mint Viharé, vagy akárcsak Cruzé.
A Szelep Kupa legújabb futamát Floridában rendezik meg, ahol Villám továbbra sem képes felzárkózni Vihar és az újoncok mellé, és sokáig a legutolsó helyen kullog. Miután a pályán tömegbaleset történik, és Villámnak hosszabb időre ki kell állnia, egy sorsfordító döntést hoz: ráébredvén, hogy ő sohasem lesz képes felvenni az új generációval a versenyt, átadja a versenyszámát Cruznak, hogy fejezze be helyette a futamot. Cruz tehát átveszi Villám helyét, míg McQueen átveszi a csapatfőnöki feladatokat, és Cruz saját edzői technikáját alkalmazva motiválja őt a verseny során. Az utolsó körre Cruznak sikerül az élre törni, fej fej mellett haladva Viharral, aki a finis előtt megpróbálja a falhoz szorítani őt, ám egy Dokitól látott csel segítségével (Cruz a vízszintes tengelye körül megfordulva átrepül Vihar feje fölött és a másik oldalon mellé érve megelőzi) Cruz átveszi a vezetést, és megnyeri a versenyt. Sterling edzői állást ajánl fel neki, de Cruz visszautasítja, helyette inkább a Dinocóhoz szerződik le, amely ettől fogva a RozsdaMaris márkát is átveszi. Villám továbbra is versenyben marad, miközben nagyvonalúan vállalja, hogy Cruz mentora lesz elkövetkezendő karrierje során.
Később mind a ketten Kipufogófürdőben versenyeznek szórakozásból, Cruz immár az 51-es versenyszámmal (amely egykor a Doki száma volt), McQueen pedig átveszi a "Hihetetlen" jelzőt, szintén a Dokitól, és a piros festését kékre cseréli le...

## Szereposztás
| Szereplő              | Szereplő                  | Eredeti hang             | Magyar hang            |
| magyarul              | angolul                   | Eredeti hang             | Magyar hang            |
| --------------------- | ------------------------- | ------------------------ | ---------------------- |
| Villám McQueen        | Lightning McQueen         | Owen Wilson              | Tóth Roland            |
| Cruz Ramirez          | Cruz Ramirez              | Cristela Alonzo          | Sipos Eszter Anna      |
| Füsti                 | Smokey                    | Chris Cooper             | Dörner György          |
| Sterling              | Sterling                  | Nathan Fillion           | Rajkai Zoltán          |
| Vihar Jackson         | Jackson Storm             | Armie Hammer             | Szatory Dávid          |
| Rozsdi                | Rusty                     | Tom "Car Talk" Magliozzi | Beregi Péter           |
| Porosdi               | Dusty                     | Ray "Car Talk" Magliozzi | Reviczky Gábor         |
| Sally Carrera         | Sally Carrera             | Bonnie Hunt              | Náray Erika            |
| Matuka                | Mater                     | Larry the Cable Guy      | Gesztesi Károly        |
| Luigi                 | Luigi                     | Tony Shalhoub            | Jáksó László           |
| Guido                 | Guido                     | Guido Quaroni            | Bolba Tamás            |
| Tőtike                | Flo                       | Jenifer Lewis            | Zsurzs Kati            |
| Ramón                 | Ramone                    | Cheech Marin             | Bor Zoltán             |
| Fillmore              | Fillmore                  | Lloyd Sherr              | Háda János             |
| Őrmester              | Sarge                     | Paul Dooley              | Papp János             |
| Lizzie                | Lizzie                    | Katherine Helmond        | Pásztor Erzsi          |
| Seriff                | Sheriff                   | Michael Wallis           | Borbiczki Ferenc       |
| Piró                  | Red                       | Jerome Ranft             | eredeti hang           |
| Hudson Doki           | Doc Hudson                | Paul Newman              | Tordy Géza             |
| Mack                  | Mack                      | John Ratzenberger        | Bognár Tamás           |
| Mr. Stex              | Tex Dinoco                | H.A. „Humpy” Wheeler     | Orosz István           |
| Darrell Cartrip       | Darrell Cartrip           | Darrell Waltrip          | Seszták Szabolcs       |
| Bob Cutlass           | Bob Cutlass               | Bob Costas               | Forgács Gábor          |
| Joe Komposztor        | Chick Hicks               | Bob Peterson             | Ganxsta Zolee          |
| Adati Nati            | Natalie Certain           | Kerry Washington         | Peller Anna            |
| Shannon Spokes        | Shannon Spokes            | Shannon Spake            | Erdős Borcsa           |
| Mike Furika           | Mike Joyride              | Mike Joy                 | Kapácsy Miklós         |
| Miss Repesz           | Miss Fritter              | Lea DeLaria              | Halász Aranka          |
| "The King" Motor Ottó | Strip "The King" Weathers | Richard Petty            | Rosta Sándor           |
| Cal Weathers          | Cal Weathers              | Kyle Petty               | Csőre Gábor            |
| Bobby Swift           | Bobby Swift               | Angel Oquendo            | Orosz Ákos             |
| Brick Yardley         | Brick Yardley             | Diedrich Bader           | Markovics Tamás        |
| Jeff Gorvette         | Jeff Gorvette             | Jeff Gordon              | Szabó Máté             |
| Hamilton              | Lewis Hamilton            | Lewis Hamilton           | Moser Károly           |
| Louise Nash           | Louise Nash               | Margo Martindale         | Martin Márta           |
| River Scott           | River Scott               | Isiah Whitlock Jr.       | Konrád Antal           |
| Hold Junior           | Junior Moon               | Junior Johnson           | Kajtár Róbert          |
| Danny Swervez         | Danny Swervez             | Daniel Suárez            | Horváth-Töreki Gergely |
| Ryan Tuti Rádjön      | Ryan "Inside" Laney       | Ryan Blaney              | Joó Gábor              |
| Bubba Wheelhouse      | Bubba Wheelhouse          | Bubba Wallace            | Jéger Zsombor          |
| Tucker Leteker        | Chase Racelott            | Chase Elliott            | Sörös Miklós           |
| Katapult              | Superfly                  | Django Craig             | Sörös Miklós           |
| Kurt                  | Kurt                      | Django Craig             | Vári Attila            |
| Cukorfalat            | Sweet Tea                 | Andra Day                | Nádasi Veronika        |
| Maddy McKerék         | Maddy McGear              | Madeleine McGraw         | Gergely Attila         |
| Nagy Al               | Albert Hinkey             | A.J. Riebli III          | Fehér Péter            |
| Ray Reverham          | Ray Reverham              | Ray Evernham             | Barát Attila           |
| Őrült 8-as bemondó    | Crazy Announcer           | John DeMita              | Barabás Kiss Zoltán    |
| Laki Lakóautó         | Arvy Motorhome            | Jeremy Maxwell           | Imre István            |
| Taxi                  | Faregame                  | Jason Pace               | Galbenisz Tomasz       |
| Szimulátor            | Simulator Voice           | Abby Craden              | Németh Kriszta         |
| Brick szponzora       | Vitoline Manager          | TBA                      | Király Adrián          |
| Mucsai                | Roscoe                    | TBA                      | Minárovits Péter       |
| Ronald                | Ronald                    | TBA                      | Zámbori Soma           |
| Gabriel               | Gabriel                   | TBA                      | Posta Victor           |
| Mr. Csöpi             | Mr. Drippy                | TBA                      | Papucsek Vilmos        |
| Jimbo                 | Jimbo                     | TBA                      | Petridisz Hrisztosz    |
| RFK                   | APB                       | TBA                      | Grúber Zita            |
| L-Söpört              | T-Bone                    | TBA                      | Szabó Andor            |
| Tör és Zúz            | Hit & Run                 | TBA                      | Renácz Zoltán          |
| Jambalaya Chimichanga | Jambalaya Chimichanga     | TBA                      | Renácz Zoltán          |
| Taco                  | Taco                      | TBA                      | Juhász Zoltán          |
| Patty                 | Patty                     | TBA                      | Galiotti Barbara       |
| Bill                  | Bill                      | TBA                      | Kisfalusi Lehel        |
| Kék Riporter          | Blue Reporter             | TBA                      | Kisfalusi Lehel        |
| Biz Torqsen           | Biz Torqsen               | TBA                      | Sági Tímea             |
| Millie                | Millie                    | TBA                      | Mezei Kitty            |
| 1954-es kommentátor   | Career Narrator           | TBA                      | Szujó Zoltán           |

## Produkció
A film előkészületeinek megkezdését 2013. augusztus 12-én jelentették be.
2014 márciusában a Disney vezérigazgatója, Bob Iger bejelentette, hogy Pixar már dolgozik a folytatáson. 2014 nyarán a Tokiói Nemzetközi Filmfesztiválon John Lasseter bejelentette, hogy a filmet Brian Fee rendezi, a forgatókönyvet Rober L. Baord és Dan Gerson, valamint a film hivatalos történetéről is kiderült pár információmorzsa.
Lasseter elmondása szerint a történet modern környezetbe helyezi a főhősöket. Villám McQueent mint veterán versenyautót mutatják be, aki próbál lépést tartani a mai rohanó világgal, ahol újabbnál újabb versenyautók jelennek meg, felszerelve mindenféle vadonatúj kütyüvel. A történet szerint Villám, hogy bizonyítsa, még képes igazi bajnok lenni, jelentkezik a Florida 500-ra, egy egész Amerikát átszelő futamra, ahol vadonatúj felszerelésű, ifjú versenyautókkal kell összemérnie a tudását. A filmben visszatérnek a régi szereplők és vadonatúj karakterek is megjelennek. 2014-ben hivatalossá vált, hogy Owen Wilson, Larry the Cable Guy, Bonnie Hunt, Tony Shalhoub, és Cheech Marin visszatérnek a folytatásban korábbi szerepükre.
2015-ben a Brazíliában megtartott Disney Expo rendezvényen jelentették be, hogy a film 2018. június 18-án kerül bemutatásra, ám pár hónappal később a premiert megcserélték a Toy Story 4. 2017-es bemutatójával, utóbbi film ugyanis a stúdió szerint nem készült volna el a tervezett időpontra. Így a Verdák 3. bemutatóját 2017. június 16-ára tűzték ki.

## Értékelések
- The Seattle Times – 88/100
- Indiewire – 83/100
- Los Angeles Times – 80/100
- The New York Times – 80/100
- Rolling Stone – 75/100
- Tampa Bay Times – 75/100
- Chicago Sun-Times – 75/100
- Arizona Republic – 70/100
- Variety – 70/100
- Entertainment Weekly – 67/100
- The Washington Post – 63/100
- Boston Globe – 63/100
- USA Today – 63/100
- Time Out New York – 60/100[8]

## Televíziós megjelenések
HBO, RTL Klub, Film+, Viasat 3